# Parque de los dinosaurios (Sacaba)
El Parque de los dinosaurios, conocido también con los nombres de Parque Cretácico o Parque prehistórico, es un parque temático ubicado en el municipio de Sacaba, del departamento de Cochabamba. La llegada de los dinosaurios a través de esculturas monumentales en el parque tiene como objetivo educar y recrear a la población. La inauguración se realizó el 29 de junio de 2016, en conmemoración al aniversario de los 255 años de Sacaba.

## Características
Sus elementos más característicos del mencionado parque, es la presencia de los modelos de dinosaurios extintos a nivel escala, como ser un tiranosaurio-rex, el ankilosaurio, triceratop, velociraptores, entre otros. Además, en su interior cuenta con la segunda fase, denominada la Era de Hielo, en un espacio de más de 1,5 hectáreas; donde se aprecian esculturas de Mamuts, un megatherium y tigres dientes de sable